# 杉原荘介
杉原 荘介（すぎはら そうすけ、1913年12月6日 - 1983年9月1日）は、日本の考古学者。

## 略歴
1913年に東京市日本橋区小舟町に生まれた。府立三中（現都立両国高校）の時代に考古学を志すも、家業の和紙問屋を継ぐ。東京考古学会の同人として活躍。1935年東京外国語学校専修科（仏語）を卒業し、1937年上智大学外国語学校独語科卒業。1941年、27歳で明治大学専門部地歴科に入学し、1943年首席卒業。同年、卒業論文『原史学序論』を上梓。卒業とともに軍務に服し、1946年の春に復員する。同年4月から文部省嘱託教科書局に勤務し、国定歴史教科書『くにのあゆみ』の編輯などにあたった。1948年から明治大学専門部助教授、翌年に同大学文学部助教授、1953年には文学部教授となる。1959年以降は明治大学人文科学研究所長・考古学陳列館長・史学地理学科長を歴任した。墓所は多磨霊園(10-1-13-26)

## 業績・学風
1930年に森本六爾に会って以来私淑し、森本の創立した東京考古学会を助け、森本の死の直前にその病床を見舞った一人である。
1947年の静岡県登呂遺跡発掘調査に中心的役割をはたす。1949年に行われた群馬県新田郡笠懸村の岩宿遺跡発掘調査の中心となる（発見者の相沢忠洋の功績は記載せず黙殺した）。杉原は、相沢忠洋が見つけた日本最古の黒曜石の槍先形尖頭器を「文部省で石器発見の会見をし、私が発見した」と発表し、杉原に相沢を紹介した芹沢長介は「発見したのは相沢忠洋だ」と抗議をしたものの、揉み消されてしまった。戸沢充則によれば、発見当時から様々な人や学界が動いており、杉原は「いずれ語れる時が来るだろう」と述べただけだったという。
1964年の日本考古学協会による加曽利貝塚の調査では瀧口宏とともに調査団を主宰する。
「歌人」と自称するロマンティストであるとともに、現場での指導は厳正であり、自分の見解では一歩も引かぬ自信を示した。論文中で土器の式名を定める時に「これからはこの種の土器を○○式と呼称する」と必ず明記したことは、彼の識見を知るに足る。杉原の設定した、真間式・鬼高式・国分式の標式名は、広く用いられ定着した。

## 単著・共著・編著
- 杉原荘介『原史学序論—考古学的方法による歴史学確立への試論』（葦牙書房、1946年）
- 杉原荘介『貝塚と古墳 中学生歴史文庫・日本史1』（福村書店、1951年）
- 杉原荘介『登呂遺跡』（中央公論美術出版、1959年）
- 杉原荘介『夏島貝塚』（中央公論美術出版、1964年）
- 杉原荘介『遠賀川 筑前立屋敷遺跡調査報告』（小宮山書店、1968年）
- 杉原荘介『群馬県岩宿発見の石器文化』（明治大学、1969年）
- 杉原荘介・竹内理三編『古代の日本〈7〉関東』（角川書店、1970年）
- 杉原荘介『日本青銅器の研究』（中央公論美術出版、1972年）
- 杉原荘介・大塚初重『千葉県天神前における弥生時代中期の墓址群』（明治大学文学部、1974年）
- 杉原荘介編『加會利南貝塚』（中央公論美術出版、1976年）
- 杉原荘介編『加曾利北貝塚』（中央公論美術出版、1977年）
- 杉原荘介『縄文文化と日本人　日本史学研究叢書』（吉川弘文館、1977年）
- 杉原荘介『群馬県武井における二つの石器文化』（臨川書店、1977年）
- 杉原荘介『日本農耕社会の形成』（吉川弘文館、1977年）
- 杉原荘介、他『地下に歴史を掘る　日本の考古学100年』（朝日新聞社、1978年）
- 杉原荘介『長野県上ノ平の尖頭器石器文化』（臨川書店、1981年）
- 杉原荘介ほか編『日本の考古学』（河出書房、1981年）
- 杉原荘介『弥生式土器集成 本編』（東京堂出版、1989年）
- 杉原荘介・大塚初重編『合本土師式土器集成 本編』（東京堂出版、1991年）